# Дудик Петро Семенович
Петро Семенович Дудик (10 червня 1926, с. Косинь, тепер Володавського повіту Люблінського воєводства, Польща — 23 січня 2013, м. Вінниця) — український мовознавець, доктор філологічних наук (1974), професор з (1975), відмінник народної освіти (1982), заслужений працівник вищої школи України з (1985).

## Життєпис
Народився Петро Семенович Дудик 10 червня 1926 року в селі Косинь, тепер Воладавського повіту Люблінського воєводства (Польща). До 1939 року закінчив 5 класів Косинецької сільської школи. Навчання велося тільки польською мовою. В 1942 році, навчався в Холмській гімназії. У вересні 1945 року Петро Дудик став студентом тодішнього Ровенського державного учительського інституту, який з відзнакою закінчив у 1947 році. З вересня 1947 по лютий 1948 року працював учителем української мови і літератури в Рівненській фельдшерсько-акушерській школі. Одружившись, переїхав до Дніпропетровська.
У 1951 р. екстерном закінчив з відзнакою Дніпропетровський державний університет за спеціальністю «українська мова та література».

## Професійна діяльність
1 вересня 1951 — аспірант Інституту мовознавства ім. О. О. Потебні Академії наук (спеціальність «українське мовознавство».
1954-1972 — старший викладач кафедри української мови у Полтавському педагогічному інституті ім. В. Г. Короленка
1955 — захист кандидатської дисертації на тему «Неповні та еліптичні речення в сучасній українській літературній мові»
1958 — доцент, завідувач кафедри української мови
1962 — проректор з навчальної і наукової роботи
1966 — проректор з наукової роботи
1972-1994 — завідувач кафедри української мови у Вінницькому педагогічному інституті
1973 — захист докторської дисертації на тему «Синтаксис сучасного розмовного українського літературного мовлення» в Інституті мовознавства імені О. О. Потебні
1974 — присвоєно вчене звання професора
1995 — професор кафедри української мови у ВПІ
1996-1998 — професор кафедри української мови Національного педагогічного університету ім. М. П. Драгоманова;
1998 — професор кафедри української мови Вінницького державного педагогічного університету імені Михайла Коцюбинського
2004 — професор кафедри стилістики й культури мови
2006—2009 — професор кафедри журналістики

## Лінгвістичні курси для студентів філологічних спеціальностей
- Вступ до мовознавства
- Сучасна українська літературна мова
- Основи культури мови
- Стилістика
- Практична стилістика
- Викладав спецкурси для студентів-журналістів, керував кандидатськими дисертаціями, курсовими, дипломними роботами на здобуття освітньо-кваліфікаційного рівня «бакалавр», «магістр», консультував докторантів.

## Звання та нагороди
- 1974 — доктор філологічних наук
- 1975 — професор
- 1982 — Відмінник народної освіти
- 1985 — Заслужений працівник вищої школи України
- 2002 — Заслужений працівник Вінницького державного педагогічного університету імені Михайла Коцюбинського
- 2003 — Почесний працівник Вінницького державного педагогічного університету імені Михайла Коцюбинського
- 2012 — медаль «За заслуги перед Вінниччиною»[2]

## Наукова, педагогічна та навчально-методична робота
Професор Дудик П. С. керував науковою школою, яка активно розробляла наукову тему «Вивчення проблем сучасної української літературної мови, її синтаксичної будови та методики викладання української мови у ВНЗ і в середній школі»: галузь науки — сучасна українська мова з методикою її викладання: а) у навчальних закладах вищої школи;
б) у педагогічних училищах;
в) у середній загальноосвітній школі.
Із цієї проблематики опубліковано 4 монографії та 11 навчальних посібників для вищої і середньої школи (6 посібників мають гриф Міністерства освіти і науки України).
У своєму науковому доробку, мав понад 200 публікацій, 15 із них — це монографії, підручники, посібники. Петро Семенович був також відповідальним редактором кількох науково-навчальних праць. Упродовж багатьох років був членом спеціалізованих учених рад із захисту дисертацій у Дніпропетровському національному університеті та Ужгородському національному університеті.
Під науковим керівництвом професора Дудика П. С. підготовлено 6 кандидатських дисертацій та 1 докторської (усі успішно захищені). Виступав офіційним опонентом на захисті 63 кандидатських дисертацій і 17 докторських дисертацій (з україністики, русистики, з питань загального мовознавства і з методики викладання української мови у ВНЗ і середній школі). Брав активну участь в організації і проведенні різного рівня наукових і науково-методичних конференцій в університетах: Полтавському, Вінницькому, Національному педагогічному ім. М. П. Драгоманова
Дудик П. С. був членом редакційних колегій 27 збірників наукових праць, рецензентом наукових монографій, підручників і посібників для середньої і вищої школи. Розробляв теоретичні питання мовознавства, лінгводидактики і журналістикознавства.

## Наукові публікації
1. Неповні речення в сучасній українській мові. — Київ, 1958;
2. Сучасна українська літературна мова. Синтаксис. — Київ, 1972 (у співавт.);
3. Синтаксис сучасного українського розмовного літературного мовлення. — Київ, 1973;
4. Словосполучення в українській літературній мові. — Київ, 1998;
5. Просте ускладнене речення. — Вінниця, 2002;
6. Вступ до мовознавства: підручники і посібники для педагогічних ВНЗ. — Київ, 1974 (у співавт.);
7. Сучасна українська мова: збірник вправ для лабораторних занять. — Київ, 1987 (у співавт.);
8. Із синтаксису простого речення. — Вінниця, 1999;
9. Стилістика української мови. — Київ, 2005;
10. Сучасна українська мова: завдання і вправи — Київ, 2007 (у співавт.);
11. Синтаксис української мови. — Київ, 2010 (у співавт.);
12. Українська мова для 7-8 кл. : підручник. — Київ, 1978 (у співавт., 23 перевидання);
13. Українська мова: підручник для педучилищ. — Київ, 1994 (у співавт.)
14. Вивчення української мови в 7 класі: посібник для середньої школи. — Київ, 1979;
15. Вивчення української мови у 8 класі. — Київ, 1981.